# Kiparíssovo-2
Kiparíssovo-2 (en rus: Кипарисово-2) és un poble (un possiólok) del krai de Primórie, a l'Extrem Orient de Rússia, que en el cens del 2010 tenia 541 habitants.